# Улица Владимира Сальского
Улица Владимира Сальского — одна из улиц Киева в исторической местности Сырец в Шевченковском районе
Простирается от улицы Семьи Глаголевых до улицы Стеценко.
К улице Сальского примыкают: улицы Максима Берлинского—Вавиловых—Ясногорская—Братьев Малаковых и Тираспольская. Между улицами Тираспольской и Стеценко улица Сальского имеет перерыв из-за расположения гаражей и железной дороги.
Покрытие асфальт, брусчатка.

## История
Возникла в середине XX столетия, имела название 885-я Новая. В 1955—1963 годах называлась Тираспольское шоссе, в 1963—2017 годах — улицей Котовского. 
Современное название получила в 2017 году в честь украинского военного деятеля, генерал-хорунжего армии УНР Владимира Сальского (1885—1940).

## Учреждения
По улице Владимира Сальского находятся земли цветочного хозяйства и Сырецкого дендропарка.
На улице расположены:
- Средняя общеобразовательная школа № 169 (2)
- Пенсионный фонд, Шевченковское районное управление (33а)
- Шевченковская районная организация общества Красного Креста города Киева (33)

## Транспорт
- Станция метро «Дорогожичи»
- Станция метро «Сырец»

## Географические координаты
координаты начала 50°28′40″ с. ш. 30°26′40″ з. д.
координаты конца 50°28′47″ с. ш. 30°24′32″ з. д.